# 赤道毛皮海狮
赤道毛皮海狮（学名：Arctocephalus galapagoensis），又稱赤道毛皮海豹，主要分布于厄瓜多尔以西太平洋中的加拉帕戈斯群岛上。